# Gorinsee (Hintersee)
Der Gorinsee ist ein See im gleichnamigen Naturschutzgebiet in der Gemeinde Hintersee im Landkreis Vorpommern-Greifswald in Mecklenburg-Vorpommern.
Das etwa 7,7 Hektar große Gewässer mit einer Ausdehnung von etwa maximal 410 mal 250 Meter befindet sich im Gemeindegebiet von Hintersee und ist drei Kilometer südwestlich vom Ortszentrum in Hintersee entfernt. Er liegt am südöstlichen Rand des Waldgebiets der Ueckermünder Heide. Die nächstgelegene Ortschaft ist Glashütte im Süden, die zur Gemeinde Rothenklempenow gehört. Südöstlich des Gewässers verlaufen die Landesstraße 283 und ein Bahndamm der ehemaligen Randower Kleinbahn. Den Abfluss des Sees bildet der Gorinseegraben, der das Wasser über den Prahmgraben in die Randow abführt. Ein nicht ständig wasserführender Zufluss besteht über den Wolfsgraben aus dem östlich liegenden Martenschen Bruch.
Die ursprüngliche Größe des durch einen Toteiskörper am Ende der Weichseleiszeit entstandenen Sees betrug etwa 57 Hektar. Auf der Schwedischen Matrikelkarte von 1694 und auf der Schmettauschen Karte von 1780 sind noch keine Entwässerungsgräben zu erkennen. Grundwasserabsenkungen ab dem 19. Jahrhundert und der Bau des Gorinseegrabens führten zur Verkleinerung der Wasserfläche und die Ausbildung eines Verlandungsmoores und Bruchwald. Die bis 1990 als Militärstaatsjagdgebiet genutzte Umgebung des Sees ist seit den 1970er Jahren durch hohe Bestände an Wildschweinen und Rothirschen geprägt.
Ein 245 Hektar großes, den Gorinsee und angrenzende Flächen umfassendes Gebiet wurde am 19. September 1990 unter Naturschutz gestellt. Ziel ist der Erhalt eines verlandenden Waldsees mit ausgedehnten Erlenbruchwäldern im Randbereich.